# Joris Chaussinand
Joris Chaussinand, né le 26 février 2002 à Sainte-Foy-lès-Lyon, est un coureur cycliste français.

## Biographie
Joris Chaussinand est formé au Vélo Club de Francheville, non-loin de ses terres natales. Sa sœur Laure est elle aussi coureuse cycliste au niveau amateur,. Chez les minimes, il s'impose à treize reprises. Il intègre ensuite l'équipe junior d'AG2R La Mondiale en 2019, tout en prenant une licence au VC Corbas. Lors de cette saison, il finit cinquième et meilleur jeune du Tour du Valromey. Il termine également douzième et meilleur grimpeur du Grand Prix Rüebliland en 2020. La même année, il connait sa première sélection en équipe de France. Il participe aux championnats d'Europe juniors, où il prend la vingt-sixième place de la course en ligne.
Entre 2021 et 2023, il évolue dans la réserve espoir d'AG2R Citroën. Actif chez les amateurs, il obtient quelques résultats en France, mais aussi en Suisse et en Italie. Il effectue aussi un stage dans l'équipe World Tour d'AG2R, sans toutefois décrocher de contrat professionnel. Dans le même temps, il poursuit ses études. Il valide ainsi un diplôme universitaire de technologie en génie mécanique et productique.
En 2024, il n'est pas conservé par l'encadrement d'AG2R, qui monte une nouvelle réserve. Joris Chaussinand décide alors de rejoindre le club Bourg-en-Bresse Ain Cyclisme. Sous ses nouvelles couleurs, il remporte le Tour du Beaujolais, une compétition du calendrier national. Il termine par ailleurs troisième du championnat de France amateurs, du Circuit de Saône-et-Loire et du Trophée Roger-Walkowiak, inscrit au calendrier de la Coupe de France N1. Au niveau international, il se classe quatrième de l'étape inaugurale du Tour de la Vallée d'Aoste. Il finit également septième et meilleur coureur amateur de l'Alpes Isère Tour, disputé sur un parcours montagneux.
Grâce à ses performances, il signe un premier contrat professionnel avec l'équipe continentale CIC U Nantes Atlantique. Le coureur lyonnais effectue d'abord un stage chez Van Rysel-Roubaix, avant d'intégrer la formation nantaise. Il effectue sa reprise en 2025 au Grand Prix La Marseillaise. Le mois suivant, on le retrouve dans une échappée sur la Faun-Ardèche Classic.

## Palmarès
- 2019
  - 2e du championnat d'Auvergne-Rhône-Alpes sur route juniors
  - 3e du championnat d'Auvergne-Rhône-Alpes du contre-la-montre juniors
- 2021
  - Grand Prix des Mutuelles :
    - Classement général
    - 1re, 2e (contre-la-montre) et 3e étapes

  - 3e du Grand Prix de la Vallée de Villé
- 2023
  - 2e du Gran Premio Varignana
- 2024
  - Tour du Beaujolais
  - 3e du Trophée Roger-Walkowiak
  - 3e du Circuit de Saône-et-Loire
  - 3e du championnat de France sur route amateurs